# Girl in the Bunker
Girl in the Bunker ist ein US-amerikanischer Fernsehfilm aus dem Jahr 2018 über die Entführung von Elizabeth Shoaf, die 2006 von Vinson Filyaw entführt, in einem unterirdischen Bunker gefangen gehalten und wiederholt vergewaltigt wurde. Die Rolle des Opfers verkörperte die kanadische Schauspielerin Julia Lalonde. Der Fernsehfilm wurde von Lifetime Television am Memorial Day, dem 28. Mai 2018, ausgestrahlt. Direkt nach dem Fernsehfilm wurde der Dokumentarfilm Elizabeth Shoaf: The Girl In A Bunker gesendet.

## Handlung
Lugoff, auf dem Land in South Carolina – die 14-jährige Elizabeth 'Lizzy' Shoaf wird auf dem Nachhauseweg von der Schule von einem Mann entführt und in einen unterirdischen improvisierten Bunker in einem Waldstück unweit ihres Hauses gesperrt. Als Lizzy nicht nach Hause kommt, beginnen ihre Familie und die Polizei mit einer großangelegten Suche, doch vergeblich. Lizzy wird in der Nacht von ihrem Entführer Vinson Filyaw vergewaltigt. Filyaw hat das Gelände rund um den Bunker zusätzlich mit Sprengstofffallen versehen, weshalb Lizzy zusätzlich Angst vor einem Fluchtversuch hat.
Am achten Tag ihrer Gefangenschaft gelingt es Lizzy über das Handy ihres Entführers ihrer Mutter eine SMS zu schicken und ihr mitzuteilen, dass sie in einem Bunker unweit der Truckstraße gefangen ist. Der Polizei gelingt es über die Rufnummer das Handy zu identifizieren, das einer gewissen Katherine Heath gehört. An ihrem Haus erkennt die Polizei den Ort von einem früheren Fall wieder, da Heath in der Vergangenheit ihren Exfreund Vinson Filyaw des Sexualdelikts bezichtigte, woraufhin dieser aus dem Bundesstaat floh. Die Befragung von Heath ergibt, dass sie jedoch immer noch mit ihm in Kontakt steht. Unter Androhung wegen Beihilfe zu einem möglichen Mord hilft Heath der Polizei, woraufhin diese das Suchgebiet eingrenzen kann. Gleichzeitig gibt die Polizei die Information, dass Filyaw der Hauptverdächtige ist, an die Presse weiter, in der Hoffnung ihn so zu einem Fehler zu verleiten. Filyaw sieht über einen kleinen Fernseher in dem Bunker die Nachrichten, woraufhin er Lizzy bedroht, der es gelingt ihn zu überzeugen, sie habe keine SMS geschickt und wolle mit ihm zusammen sein, woraufhin Filyaw sie bittet, seine Frau zu werden. Lizzy stimmt zu, aber fragt, ob er denn nicht schon verheiratet sei. Filyaw gesteht daraufhin, dass er seinen Sexualdelikt nicht gegenüber Kathrine Heath, sondern ihrer Tochter Lucy Jennings begangen hat, einer Klassenkameradin von Lizzy. Filyaw lässt Lizzy allein zurück, um zu fliehen, will sie aber bald nachholen, damit sie zusammen sein können. Am nächsten Tag verlässt Lizzy den Bunker und ruft um Hilfe, woraufhin die Polizei Lizzy findet und sie wieder mit ihrer Familie vereint.
Im Abspann wird verkündet, dass Vinson Filyaw wegen diverser Delikte zu 421 Jahren Gefängnis ohne Möglichkeit der vorzeitigen Entlassung verurteilt wurde.

## Produktion
Regie und Drehbuch verantwortete Stephen Kemp, der bereits zwei Jahre zuvor mit Girl in the Box den Entführungsfall Colleen Stan verfilmt hatte, die sieben Jahre lang als Sex-Sklavin gefangen gehalten worden war.

## Wissenswertes
Die Filmverantwortlichen entschieden sich gegen die grafische Darstellung von Nacktheit und sexueller Gewalt. Etwa zeitgleich zum Film entstand die Dokumentation Elizabeth Shoaf: The Girl in a Bunker, in der Shoaf und ihre Familie aus erster Hand über den Fall berichteten.
Drei Jahre nach Erscheinen des Films wurde Vinson Filyaw im Alter von 51 Jahren im Mai 2021 tot in seiner Gefängniszelle aufgefunden.

## Rezeption
In der Internet Movie Database kommt der Film auf eine Wertung von 5,8 von 10 Punkten bei rund 1.100 abgegebenen Bewertungen.